# 2005 no cinema
O Cinema em 2005 é uma visão geral dos eventos, incluindo os filmes de maior bilheteria, cerimônias de premiação, festivais, uma lista de filmes lançados por país, mortes notáveis e estreias cinematográficas.

## Maiores bilheterias de 2005
Os 10 filmes mais lançados em 2005 por arrecadação mundial são os seguintes:
| Ranque | Título                                                         | Distribuidor             | Bilheteria global |
| ------ | -------------------------------------------------------------- | ------------------------ | ----------------- |
| 1      | Harry Potter and the Goblet of Fire                            | Warner Bros.             | US$ 895,921,036   |
| 2      | Star Wars: Episode III – Revenge of the Sith                   | 20th Century Fox         | US$ 868,352,530   |
| 3      | The Chronicles of Narnia: The Lion, the Witch and the Wardrobe | Buena Vista              | US$ 745,013,115   |
| 4      | War of the Worlds                                              | Paramount / DreamWorks   | US$ 603,873,119   |
| 5      | King Kong                                                      | Universal                | US$ 562,363,449   |
| 6      | Madagascar                                                     | DreamWorks               | US$ 542,063,846   |
| 7      | Mr. & Mrs. Smith                                               | 20th Century Fox         | US$ 487,287,646   |
| 8      | Charlie and the Chocolate Factory                              | Warner Bros.             | US$ 474,968,763   |
| 9      | Batman Begins                                                  | Warner Bros.             | US$ 371,853,783   |
| 10     | Hitch                                                          | Sony Pictures / Columbia | US$ 371,594,210   |

No total oito filmes ultrapassaram a barreira dos 400 milhões atingindo o status de "blockbuster internacional". No ano de 2015, Harry Potter e o Cálice de Fogo, Star Wars Episódio III: A Vingança dos Sith e As Crônicas de Nárnia: O Leão, A Feiticeira e o Guarda-Roupa permanecem na lista das 100 maiores bilheterias da história.

## Premiações
- Prêmios Globo de Ouro de 2005
- Oscar 2005

## Janeiro a Março
| Lançamento        | Lançamento                 | Filme                                   | Distriuidor                                                                                       | Elenco e equipe                                                                 |
| ----------------- | -------------------------- | --------------------------------------- | ------------------------------------------------------------------------------------------------- | ------------------------------------------------------------------------------- |
| J A N E I R O     | 6                          | Deu Zebra!                              | Warner Bros.                                                                                      | Dustin Hoffman, Snoop Dogg, Mandy Moore                                         |
| J A N E I R O     | 7                          | White Noise                             | Universal Studios                                                                                 | Michael Keaton, Deborah Kara Unger                                              |
| J A N E I R O     | 14                         | Coach Carter                            | Paramount Pictures                                                                                | Samuel L. Jackson, Channing Tatum                                               |
| J A N E I R O     | 14                         | Elektra                                 | 20th Century Fox                                                                                  | Jennifer Garner, Terence Stamp, Goran Visnjic                                   |
| J A N E I R O     | 19                         | Assault on Precinct 13                  | Revolution Studios                                                                                | Ethan Hawke, Laurence Fishburne                                                 |
| J A N E I R O     | 21                         | Are We There Yet?                       | Columbia Pictures                                                                                 | Ice Cube, Nia Long                                                              |
| J A N E I R O     | 26                         | March of the Penguins                   | Warner Independent Pictures                                                                       | Morgan Freeman, Amitabh Bachchan                                                |
| J A N E I R O     | 27                         | Hide and Seek                           | 20th Century Fox                                                                                  | Robert De Niro, Dakota Fanning                                                  |
| J A N E I R O     | 28                         | Alone in the Dark                       | Lions Gate Entertainment                                                                          | Christian Slater, Tara Reid, Stephen Dorff                                      |
| F E V E R E I R O |                            |                                         |                                                                                                   |                                                                                 |
| 2                 | Danny the Dog              | Focus Features                          | Jet Li, Morgan Freeman, Bob Hoskins, Kerry Condon                                                 |                                                                                 |
| 4                 | Boogeyman                  | Screen Gems                             | Barry Watson, Emily Deschanel, Lucy Lawless                                                       |                                                                                 |
| 4                 | The Wedding Date           | Universal Studios                       | Debra Messing, Dermot Mulroney                                                                    |                                                                                 |
| 8                 | Constantine                | Warner Bros.                            | Keanu Reeves, Shia LaBeouf, Rachel Weisz                                                          |                                                                                 |
| 10                | Hitch                      | Columbia Pictures                       | Will Smith, Eva Mendes, Kevin James                                                               |                                                                                 |
| 11                | Son of the Mask            | New Line Cinema                         | Jamie Kennedy, Alan Cumming                                                                       |                                                                                 |
| 11                | Pooh's Heffalump Movie     | Walt Disney Pictures                    | Jim Cummings, John Fiedler, Ken Sansom, Peter Cullen, Kath Soucie, Nikita Hopkins, Brenda Blethyn |                                                                                 |
| 18                | Because of Winn-Dixie      | 20th Century Fox                        | AnnaSophia Robb, Jeff Daniels, Dave Matthews, Eva Marie Saint                                     |                                                                                 |
| 25                | Cursed                     | Dimension Films                         | Christina Ricci, Joshua Jackson, Shannon Elizabeth                                                |                                                                                 |
| 25                | Diary of a Mad Black Woman | Lions Gate Entertainment                | Kimberly Elise, Steve Harris, Tyler Perry                                                         |                                                                                 |
| 25                | Man of the House           | Columbia Pictures                       | Tommy Lee Jones, Cedric the Entertainer                                                           |                                                                                 |
| M A R Ç O         | 4                          | Be Cool                                 | Metro-Goldwyn-Mayer                                                                               | John Travolta, Uma Thurman, Vince Vaughn, Cedric the Entertainer, Harvey Keitel |
| M A R Ç O         | 4                          | The Jacket                              | Warner Independent Pictures                                                                       | Adrien Brody, Keira Knightley                                                   |
| M A R Ç O         | 4                          | The Pacifier                            | Spyglass Entertainment                                                                            | Vin Diesel, Lauren Graham                                                       |
| M A R Ç O         | 8                          | Paparazzi                               | 20th Century Fox                                                                                  | Cole Hauser, Larry Cedar, Tom Sizemore                                          |
| M A R Ç O         | 9                          | Hostage                                 | Miramax Films                                                                                     | Bruce Willis, Jonathan Tucker                                                   |
| M A R Ç O         | 10                         | Robots                                  | 20th Century Fox                                                                                  | Ewan McGregor, Robin Williams, Halle Berry, Amanda Bynes, Greg Kinnear          |
| M A R Ç O         | 11                         | The Upside of Anger                     | New Line Cinema                                                                                   | Kevin Costner, Joan Allen                                                       |
| M A R Ç O         | 17                         | The Ring Two                            | DreamWorks                                                                                        | Naomi Watts, David Dorfman, Simon Baker                                         |
| M A R Ç O         | 18                         | Ice Princess                            | Walt Disney Pictures                                                                              | Michelle Trachtenberg, Joan Cusack, Kim Cattrall                                |
| M A R Ç O         | 23                         | Miss Congeniality 2: Armed and Fabulous | Warner Bros.                                                                                      | Sandra Bullock, Regina King, William Shatner, Treat Williams, Ernie Hudson      |
| M A R Ç O         | 25                         | Guess Who                               | Columbia Pictures                                                                                 | Bernie Mac, Ashton Kutcher, Zoe Saldana                                         |
| M A R Ç O         | 30                         | Beauty Shop                             | Metro-Goldwyn-Mayer                                                                               | Queen Latifah, Alicia Silverstone, Ice Cube                                     |

## Abril a Junho
| Lançamento | Lançamento | Filme                                         | Distribuidor             | Elenco e equipe |
| ---------- | ---------- | --------------------------------------------- | ------------------------ | --- |
| A B R I L  | 1          | Sin City                                      | Dimension Films          | Bruce Willis, Jessica Alba, Clive Owen, Mickey Rourke, Nick Stahl, Jaime King, Rutger Hauer                                                      |
| A B R I L  | 8          | Fever Pitch                                   | 20th Century Fox         | Drew Barrymore, Jimmy Fallon |
| A B R I L  | 8          | The Interpreter                               | Universal Studios        | Nicole Kidman, Sean Penn, Catherine Keener |
| A B R I L  | 6          | Sahara                                        | Paramount Pictures       | Matthew McConaughey, Steve Zahn, Penélope Cruz                                                                                                   |
| A B R I L  | 14         | The Amityville Horror                         | Metro-Goldwyn-Mayer      | Ryan Reynolds, Melissa George, Rachel Nichols |
| A B R I L  | 21         | A Lot Like Love                               | Touchstone Pictures      | Ashton Kutcher, Amanda Peet, Kal Penn |
| A B R I L  | 22         | King's Ransom                                 | New Line Cinema          | Anthony Anderson, Jay Mohr, Regina Hall |
| A B R I L  | 27         | Triplo X 2: Estado de Emergência              | Revolution Studios       | Ice Cube, Samuel L. Jackson, Willem Dafoe |
| A B R I L  | 28         | O Guia do Mochileiro das Galáxias             | Touchstone Pictures      | Martin Freeman, Sam Rockwell, Mos Def |
| M A I O    | 3          | Kingdom of Heaven                             | 20th Century Fox         | Orlando Bloom, Liam Neeson, Eva Green, Jeremy Irons, Edward Norton, Marton Csokas, Ridley Scott (diretor)                                        |
| M A I O    | 6          | Crash                                         | Lions Gate Entertainment | Sandra Bullock, Thandie Newton, Brendan Fraser, Ryan Phillippe, Ludacris, Matt Dillon, Paul Haggis (diretor)                                     |
| M A I O    | 6          | House of Wax                                  | Warner Bros.             | Elisha Cuthbert, Chad Michael Murray, Brian Van Holt, Jared Padalecki, Robert Richard                                                            |
| M A I O    | 7          | Mindhunters                                   | Dimension Films          | Val Kilmer, Christian Slater, LL Cool J |
| M A I O    | 12         | Monster-in-Law                                | New Line Cinema          | Jennifer Lopez, Jane Fonda, Michael Vartan, Wanda Sykes                                                                                          |
| M A I O    | 13         | Kicking & Screaming                           | Universal Studios        | Will Ferrell, Robert Duvall |
| M A I O    | 17         | Star Wars: Episódio III - A Vingança dos Sith | 20th Century Fox         | Ewan McGregor, Hayden Christensen, Natalie Portman, Ian McDiarmid, Frank Oz, Samuel L. Jackson, George Lucas (diretor)                           |
| M A I O    | 25         | Madagascar                                    | DreamWorks               | Ben Stiller, Chris Rock, David Schwimmer, Jada Pinkett Smith, Sacha Baron Cohen, Cedric the Entertainer, Andy Richter                            |
| M A I O    | 25         | Valiant                                       | Walt Disney Pictures     | Ewan McGregor, Tim Curry, Jim Broadbent |
| M A I O    | 27         | The Longest Yard                              | Paramount Pictures       | Adam Sandler, Chris Rock, Burt Reynolds |
| J U N H O  | 1          | The Sisterhood of the Traveling Pants         | Warner Bros.             | Amber Tamblyn, Alexis Bledel, America Ferrera, Blake Lively                                                                                      |
| J U N H O  | 3          | Cinderella Man                                | Universal Studios        | Russell Crowe, Renée Zellweger, Paul Giamatti |
| J U N H O  | 3          | Lords of Dogtown                              | Columbia Pictures        | Heath Ledger, Emile Hirsch, John Robinson, Johnny Knoxville, Rebecca De Mornay                                                                   |
| J U N H O  | 10         | As Aventuras de Sharkboy e Lavagirl           | Dimension Films          | Cayden Boyd, Taylor Dooley, Taylor Lautner |
| J U N H O  | 10         | The Honeymooners                              | Paramount Pictures       | Cedric the Entertainer, Mike Epps, Gabrielle Union, Regina Hall, John Leguizamo                                                                  |
| J U N H O  | 10         | Sr. & Sra Smith                               | 20th Century Fox         | Brad Pitt, Angelina Jolie, Vince Vaughn |
| J U N H O  | 10         | Batman Begins                                 | Warner Bros.             | Christian Bale, Katie Holmes, Michael Caine, Morgan Freeman, Liam Neeson, Gary Oldman, Cillian Murphy, Ken Watanabe, Christopher Nolan (diretor) |
| J U N H O  | 17         | The Perfect Man                               | Universal Studios        | Hilary Duff, Heather Locklear |
| J U N H O  | 22         | Herbie: Meu Fusca Turbinado                   | Walt Disney Pictures     | Lindsay Lohan, Michael Keaton, Breckin Meyer, Matt Dillon, Cheryl Hines                                                                          |
| J U N H O  | 24         | Bewitched                                     | Columbia Pictures        | Nicole Kidman, Will Ferrell, Michael Caine, Shirley MacLaine, Jason Schwartzman                                                                  |
| J U N H O  | 24         | Land of the Dead                              | Universal Studios        | Simon Baker, John Leguizamo, Dennis Hopper, George A. Romero (diretor)                                                                           |
| J U N H O  | 28         | Guerra dos Mundos                             | Paramount Pictures       | Tom Cruise, Dakota Fanning, Tim Robbins, Steven Spielberg (diretor)                                                                              |
| J U N H O  | 29         | Quarteto Fantástico                           | 20th Century Fox         | Ioan Gruffudd, Jessica Alba, Michael Chiklis, Chris Evans, Julian McMahon                                                                        |

## Julho a Setembro
| Lançamento    | Lançamento | Filme                                          | Distribuidor                | Elenco e equipe                                                                             |
| ------------- | ---------- | ---------------------------------------------- | --------------------------- | ------------------------------------------------------------------------------------------- |
| J U L H O     | 1          | Rebound                                        | 20th Century Fox            | Martin Lawrence, Breckin Meyer                                                              |
| J U L H O     | 8          | Dark Water                                     | Buena Vista Distribution    | Jennifer Connelly                                                                           |
| J U L H O     | 13         | Charlie and the Chocolate Factory              | Warner Bros.                | Johnny Depp, Freddie Highmore, Helena Bonham Carter, Tim Burton (diretor)                   |
| J U L H O     | 13         | Wedding Crashers                               | New Line Cinema             | Owen Wilson, Vince Vaughn, Christopher Walken                                               |
| J U L H O     | 20         | The Island                                     | DreamWorks                  | Ewan McGregor, Scarlett Johansson, Sean Bean, Michael Bay (diretor)                         |
| J U L H O     | 22         | Bad News Bears                                 | Paramount Pictures          | Billy Bob Thornton                                                                          |
| J U L H O     | 22         | The Devil's Rejects                            | Lions Gate Entertainment    | Rob Zombie (diretor)                                                                        |
| J U L H O     | 22         | Hustle & Flow                                  | Paramount Pictures          | Terrence Howard, Anthony Anderson, Taryn Manning                                            |
| J U L H O     | 27         | Stealth                                        | Columbia Pictures           | Josh Lucas, Jessica Biel, Jamie Foxx                                                        |
| J U L H O     | 29         | Must Love Dogs                                 | Warner Bros.                | Diane Lane, Dermot Mulroney, John Cusack                                                    |
| J U L H O     | 29         | The Skeleton Key                               | Universal Studios           | Kate Hudson, Peter Sarsgaard, Gena Rowlands                                                 |
| J U L H O     | 29         | Sky High                                       | Walt Disney Pictures        | Kurt Russell, Kelly Preston, Michael Angarano, Kevin McDonald, Dave Foley                   |
| A G O S T O   | 3          | Transporter 2                                  | 20th Century Fox            | Jason Statham, François Berléand, Amber Valletta, Louis Leterrier (diretor)                 |
| A G O S T O   | 5          | The Dukes of Hazzard                           | Warner Bros.                | Johnny Knoxville, Seann William Scott, Jessica Simpson, Burt Reynolds, Willie Nelson        |
| A G O S T O   | 10         | The Great Raid                                 | Miramax Films               | Benjamin Bratt, James Franco                                                                |
| A G O S T O   | 12         | Deuce Bigalow: European Gigolo                 | Columbia Pictures           | Rob Schneider, Eddie Griffin                                                                |
| A G O S T O   | 12         | Four Brothers                                  | Paramount Pictures          | Mark Wahlberg, André 3000, Tyrese Gibson, Garrett Hedlund                                   |
| A G O S T O   | 17         | Supercross                                     | 20th Century Fox            | Daryl Hannah, Mike Vogel, Robert Patrick                                                    |
| A G O S T O   | 19         | The 40-Year-Old Virgin                         | Universal Studios           | Steve Carell, Catherine Keener, Paul Rudd                                                   |
| A G O S T O   | 19         | Red Eye                                        | Dreamworks                  | Rachel McAdams, Cillian Murphy                                                              |
| A G O S T O   | 26         | The Brothers Grimm                             | Dimension Films             | Matt Damon, Heath Ledger, Terry Gilliam (diretor)                                           |
| A G O S T O   | 26         | The Cave                                       | Screen Gems                 | Cole Hauser, Morris Chestnut, Eddie Cibrian                                                 |
| A G O S T O   | 26         | A Sound of Thunder                             | Warner Brothers             | Ben Kingsley, Catherine McCormack, Edward Burns                                             |
| A G O S T O   | 26         | Undiscovered                                   | Lions Gate Entertainment    | Ashlee Simpson, Carrie Fisher, Shannyn Sossamon                                             |
| A G O S T O   | 31         | The Constant Gardener (filme)                  | Focus Features              | Ralph Fiennes, Rachel Weisz, Fernando Meirelles (diretor)                                   |
| S E T E M B O | 2          | Underclassman                                  | Miramax Films               | Nick Cannon, Cheech Marin, Roselyn Sanchez                                                  |
| S E T E M B O | 4          | Wallace & Gromit: The Curse of the Were-Rabbit | DreamWorks                  | Peter Sallis, Ralph Fiennes, Helena Bonham Carter, Peter Kay, Liz Smith                     |
| S E T E M B O | 9          | The Exorcism of Emily Rose                     | Screen Gems                 | Tom Wilkinson, Laura Linney, Campbell Scott, Jennifer Carpenter                             |
| S E T E M B O | 9          | The Man                                        | New Line Cinema             | Samuel L. Jackson, Eugene Levy                                                              |
| S E T E M B O | 9          | An Unfinished Life                             | Miramax Films               | Robert Redford, Morgan Freeman, Jennifer Lopez                                              |
| S E T E M B O | 12         | Corpse Bride                                   | Warner Bros.                | Johnny Depp, Helena Bonham Carter (vozes)                                                   |
| S E T E M B O | 16         | Cry Wolf                                       | Rogue Pictures              | Lindy Booth, Jon Bon Jovi, Jared Padalecki                                                  |
| S E T E M B O | 16         | Good Night, and Good Luck                      | Warner Independent Pictures | George Clooney, David Strathairn, Robert Downey, Jr., Patricia Clarkson                     |
| S E T E M B O | 16         | Just Like Heaven                               | Dreamworks                  | Reese Witherspoon, Mark Ruffalo, Jon Heder                                                  |
| S E T E M B O | 16         | Lord of War                                    | Lions Gate Entertainment    | Nicolas Cage, Jared Leto, Ethan Hawke, Monica Bellucci, Bridget Moynahan, Jeffrey Wright    |
| S E T E M B O | 16         | Pride and Prejudice                            | Focus Features              | Keira Knightley, Matthew Macfadyen, Brenda Blethyn, Donald Sutherland, Joe Wright (diretor) |
| S E T E M B O | 16         | Wolf Creek                                     | The Weinstein Company       | John Jarratt, Nathan Phillips, Cassandra Magrath                                            |
| S E T E M B O | 22         | Flightplan                                     | Touchstone Pictures         | Jodie Foster, Sean Bean, Peter Sarsgaard, Marlene Lawston                                   |
| S E T E M B O | 23         | Dirty Love                                     | First Look Pictures         | Jenny McCarthy, Eddie Kaye Thomas, Carmen Electra, Kam Heskin, Victor Webster               |
| S E T E M B O | 23         | A History of Violence                          | New Line Cinema             | Viggo Mortensen, Ed Harris, Maria Bello, David Cronenberg (diretor)                         |
| S E T E M B O | 23         | Oliver Twist                                   | R.P. Productions            | Ben Kingsley, Barney Clark, Jamie Foreman, Roman Polanski (diretor)                         |
| S E T E M B O | 23         | Roll Bounce                                    | Fox Searchlight             | Bow Wow, Chi McBride, Meagan Good                                                           |
| S E T E M B O | 24         | In Her Shoes                                   | 20th Century Fox            | Cameron Diaz, Toni Collette, Shirley MacLaine                                               |
| S E T E M B O | 29         | Serenity                                       | Universal Studios           | Nathan Fillion, Gina Torres, Adam Baldwin                                                   |
| S E T E M B O | 30         | Capote                                         | Sony Pictures Classics      | Philip Seymour Hoffman, Catherine Keener                                                    |
| S E T E M B O | 30         | The Greatest Game Ever Played                  | Walt Disney Pictures        | Shia LaBeouf, Bill Paxton (diretor)                                                         |
| S E T E M B O | 30         | Into the Blue                                  | Columbia Pictures           | Paul Walker, Jessica Alba, Ashley Scott                                                     |

## Outubro a Dezembro
| Lançamento      | Lançamento | Filme                                                          | Distribuidor                      | Elenco e equipe |
| --------------- | ---------- | -------------------------------------------------------------- | --------------------------------- | --- |
| O U T U B R O   | 7          | The Gospel                                                     | Screen Gems                       | Boris Kodjoe, Clifton Powell, Yolanda Adams |
| O U T U B R O   | 7          | Two for the Money                                              | Universal Studios                 | Al Pacino, Matthew McConaughey, Rene Russo |
| O U T U B R O   | 7          | Waiting…                                                       | Lions Gate Entertainment          | Ryan Reynolds, Anna Faris, Justin Long |
| O U T U B R O   | 14         | Domino                                                         | New Line Cinema                   | Keira Knightley, Christopher Walken, Mickey Rourke |
| O U T U B R O   | 14         | Elizabethtown                                                  | Paramount Pictures                | Orlando Bloom, Kirsten Dunst, Susan Sarandon |
| O U T U B R O   | 14         | The Fog                                                        | Revolution Studios                | Tom Welling, Maggie Grace, Selma Blair |
| O U T U B R O   | 20         | Doom                                                           | Universal Studios                 | Karl Urban, The Rock, Rosamund Pike |
| O U T U B R O   | 21         | Dreamer                                                        | DreamWorks                        | Kurt Russell, Dakota Fanning, Kris Kristofferson |
| O U T U B R O   | 21         | Kids in America                                                | Slowhand Cinema                   | Gregory Smith |
| O U T U B R O   | 21         | North Country                                                  | Warner Bros.                      | Charlize Theron, Frances McDormand |
| O U T U B R O   | 21         | Stay                                                           | 20th Century Fox                  | Ewan McGregor, Naomi Watts, Ryan Gosling |
| O U T U B R O   | 24         | The Legend of Zorro                                            | Columbia Pictures                 | Antonio Banderas, Catherine Zeta-Jones |
| O U T U B R O   | 28         | Prime                                                          | Universal Studios                 | Meryl Streep, Uma Thurman |
| O U T U B R O   | 28         | Saw II                                                         | Lions Gate Entertainment          | Donnie Wahlberg |
| O U T U B R O   | 28         | The Weather Man                                                | Paramount Pictures                | Nicolas Cage, Hope Davis, Michael Caine |
| N O V E M B R O | 3          | Chicken Little                                                 | Walt Disney Pictures              | Zach Braff, Joan Cusack, Steve Zahn |
| N O V E M B R O | 4          | Jarhead                                                        | Universal Studios                 | Jake Gyllenhaal, Lucas Black, Jamie Foxx, Sam Mendes (diretor)                                                                                         |
| N O V E M B R O | 6          | Zathura                                                        | Columbia Pictures                 | Josh Hutcherson, Jonah Bobo, Dax Shepard |
| N O V E M B R O | 9          | Get Rich or Die Tryin'                                         | Paramount Pictures                | Joy Bryant, Terrence Howard |
| N O V E M B R O | 11         | Derailed                                                       | The Weinstein Company             | Jennifer Aniston, Clive Owen |
| N O V E M B R O | 16         | Harry Potter and the Goblet of Fire                            | Warner Bros.                      | Daniel Radcliffe, Rupert Grint, Emma Watson, Ralph Fiennes, Michael Gambon, Brendan Gleeson                                                            |
| N O V E M B R O | 16         | The Matador                                                    | The Weinstein Company             | Pierce Brosnan, Greg Kinnear, Hope Davis |
| N O V E M B R O | 18         | Walk the Line                                                  | 20th Century Fox                  | Joaquin Phoenix, Reese Witherspoon, James Mangold (diretor)                                                                                            |
| N O V E M B R O | 23         | The Ice Harvest                                                | Focus Features                    | John Cusack, Billy Bob Thornton, Connie Nielsen |
| N O V E M B R O | 23         | In the Mix                                                     | Lions Gate Entertainment          | Usher, Emmanuelle Chriqui, Chazz Palminteri |
| N O V E M B R O | 23         | Just Friends                                                   | New Line Cinema                   | Ryan Reynolds, Amy Smart, Anna Faris, Chris Klein |
| N O V E M B R O | 23         | Rent                                                           | Revolution Studios                | Anthony Rapp, Rosario Dawson, Chris Columbus (diretor)                                                                                                 |
| N O V E M B R O | 23         | Syriana                                                        | Warner Bros.                      | George Clooney, Michelle Monaghan, Matt Damon, Chris Cooper, Jeffrey Wright, Stephen Gaghan (diretor)                                                  |
| N O V E M B R O | 23         | Yours, Mine and Ours                                           | Paramount Pictures                | Dennis Quaid, Rene Russo |
| D E Z E M B R O | 1          | Æon Flux                                                       | Paramount Pictures                | Charlize Theron, Marton Csokas, Karyn Kusama (diretor)                                                                                                 |
| D E Z E M B R O | 2          | Transamerica                                                   | The Weinstein Company             | Felicity Huffman, Kevin Zegers |
| D E Z E M B R O | 7          | The Chronicles of Narnia: The Lion, the Witch and the Wardrobe | Walt Disney Pictures/Walden Media | William Moseley, Anna Popplewell, Skandar Keynes, Georgie Henley, Ray Winstone, Dawn French, Jim Broadbent, Tilda Swinton, Liam Neeson, Rupert Everett |
| D E Z E M B R O | 9          | Brokeback Mountain                                             | Focus Features                    | Ang Lee (diretor), Jake Gyllenhaal, Heath Ledger, Michelle Williams, Anne Hathaway, Randy Quaid                                                        |
| D E Z E M B R O | 9          | Memoirs of a Geisha                                            | Columbia Pictures                 | Ziyi Zhang, Ken Watanabe, Michelle Yeoh, Gong Li, Rob Marshall (diretor)                                                                               |
| D E Z E M B R O | 12         | King Kong                                                      | Universal Studios                 | Naomi Watts, Jack Black, Adrien Brody, Jamie Bell, Andy Serkis, Peter Jackson (diretor)                                                                |
| D E Z E M B R O | 14         | The Family Stone                                               | 20th Century Fox                  | Diane Keaton, Sarah Jessica Parker |
| D E Z E M B R O | 16         | The Producers                                                  | Universal Studios                 | Nathan Lane, Matthew Broderick, Uma Thurman |
| D E Z E M B R O | 21         | Cheaper by the Dozen 2                                         | 20th Century Fox                  | Steve Martin, Bonnie Hunt, Hilary Duff, Tom Welling, Piper Perabo, Eugene Levy                                                                         |
| D E Z E M B R O | 21         | Fun with Dick and Jane                                         | Columbia Pictures                 | Jim Carrey, Téa Leoni, Alec Baldwin |
| D E Z E M B R O | 22         | Rumor Has It                                                   | Warner Bros.                      | Jennifer Aniston, Kevin Costner, Shirley MacLaine, Mark Ruffalo                                                                                        |
| D E Z E M B R O | 23         | Munich                                                         | DreamWorks                        | Eric Bana, Geoffrey Rush, Daniel Craig, Ciaran Hinds, Steven Spielberg (diretor)                                                                       |
| D E Z E M B R O | 23         | The Ringer                                                     | Fox Searchlight Pictures          | Johnny Knoxville, Katherine Heigl |
| D E Z E M B R O | 25         | Casanova                                                       | Touchstone Pictures               | Heath Ledger, Sienna Miller, Jeremy Irons |
| D E Z E M B R O | 25         | The New World                                                  | New Line Cinema                   | Colin Farrell, Q'Orianka Kilcher, Christian Bale, Christopher Plummer                                                                                  |